# Ithaca Energy
Ithaca Energy plc er et britisk olie- og gasselskab med hovedkvarter i Aberdeen, Skotland og udvinding i Nordsøen.
Virksomheden blev etableret i Canada i 2004 og flyttede til Storbritannien i 2008, da de opkøbte Beatrice-oliefeltet i Nordsøen.